# ХАЗ 3230 Скіф
ХАЗ-3230 Скіф — автобус малого класу, призначений для перевезення пасажирів на міських і приміських маршрутах. 
У квітні 2004 року зійшов з конвеєра перший автобус "Скіф", що є власною розробкою науково-технічного центру "АНТО-РУС". Він поклав початок цілій серії автобусів малого класу, змонтованих на шасі вантажівки "ЗІЛ", відомішого як "Бичок". 
У переліку моделей Херсонського автоскладального заводу "Анто-Рус" - міський, приміський, сільський, шкільний і спеціальний автобуси. Останній призначений для перевезення спецконтингенту в системі МВС України. В залежності від типу така машина може перевозити від 20 до 28 пасажирів. За надійністю, комфортністю та безпекою херсонські автобуси відповідають узаконеним в Україні вимогам, пройшли весь комплекс сертифікаційних випробувань для України і мають дозвіл на перевезення пасажирів стоячи.
Існує 2 модифікації автобуса: 
- ХАЗ-3230.21 - приміський (з одними автоматичними дверима);
- ХАЗ-3230.22 - міський (з двома автоматичними дверима).

З весни 2006 року завод припинив випуск автобусів ХАЗ-3230 Скіф у зв'язку з тим, що ЗІЛ більше не виробляє шасі під "Бичок".